# Lokomotiv Sofia (pallamano)
La PFK Lokomotiv Sofia è una squadra di pallamano maschile bulgara con sede a Sofia.

## Palmarès

### Titoli nazionali
- Campionato bulgaro: 3
  - 1971-72, 1972-73, 1973-74.

| Controllo di autorità | VIAF (EN) 57145602394601360406 |